# Попешти (Попешти)
Попешти (рум. Popeşti) насеље је у Румунији у округу Валча у општини Попешти. Oпштина се налази на надморској висини од 263 m.

## Становништво
Према подацима из 2002. године у насељу је живело 3225 становника, од којих су сви румунске националности.

### Хронологија
| Година       | 1992 | 1993 | 1994 | 1995 | 1996 | 1997 | 1998 | 1999 | 2000 | 2001 | 2002 | 2003 | 2004 | 2005 | 2006 | 2007 | 2008 | 2009 | 2010 | 2011 | 2012 | 2013 | 2014 | 2015 | 2016 | 2017 |
| ------------ | ---- | ---- | ---- | ---- | ---- | ---- | ---- | ---- | ---- | ---- | ---- | ---- | ---- | ---- | ---- | ---- | ---- | ---- | ---- | ---- | ---- | ---- | ---- | ---- | ---- | ---- |
| Становништво | 3117 | 3090 | 3092 | 3071 | 3054 | 3055 | 2999 | 2991 | 3008 | 3026 | 3056 | 3073 | 3090 | 3079 | 3018 | 2978 | 2973 | 2943 | 2950 | 2969 | 2991 | 2996 | 3007 | 3022 | 3060 | 3025 |